# Palacio de Ardacher
El palacio de Ardacher Pāpakan (en persa: قصر اردشير پاپکان‎, Qasr-eh Ardashir-eh Pāpakān, también conocido como  Atash-kadeh آتشکده), fue una antigua fortaleza hoy en ruinas ubicada en las laderas de la montaña en la que se encuentra  Dezh Dokhtar. Construido en el año 224 d. C. por el rey Ardacher I del Imperio sasánida, se encuentra a dos kilómetros al norte de la antigua ciudad de Gor,, es decir, la antigua ciudad de Artakhsher Khwarah / Khor Adashir / Gor Adesheer (Gloria del [rey] Ardasher) en Pars, en la antigua Persia (actual Irán). La antigua ciudad donde se encuentra el palacio pasó a llamarse Peroz (literalmente, 'victorioso') después de que Ardacher estableciera el Imperio sasánida derrocando a Ardavan IV, el último rey de Partia. Después de la conquista árabe, Peroz fue llamado Firuz, y el nombre permaneció. La ciudad moderna de Firuzabad tiene, por lo tanto, gran importancia en la historia persa.

## Descripción

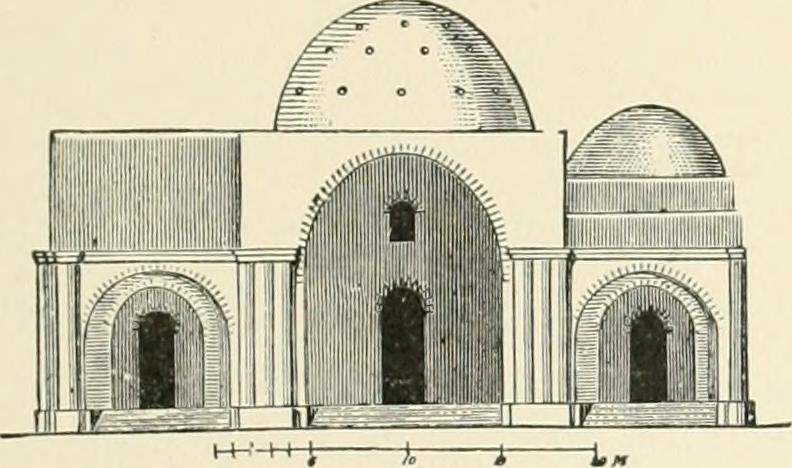
Alzado exterior, Palacio de Ardashir, en Sarvestan 1905

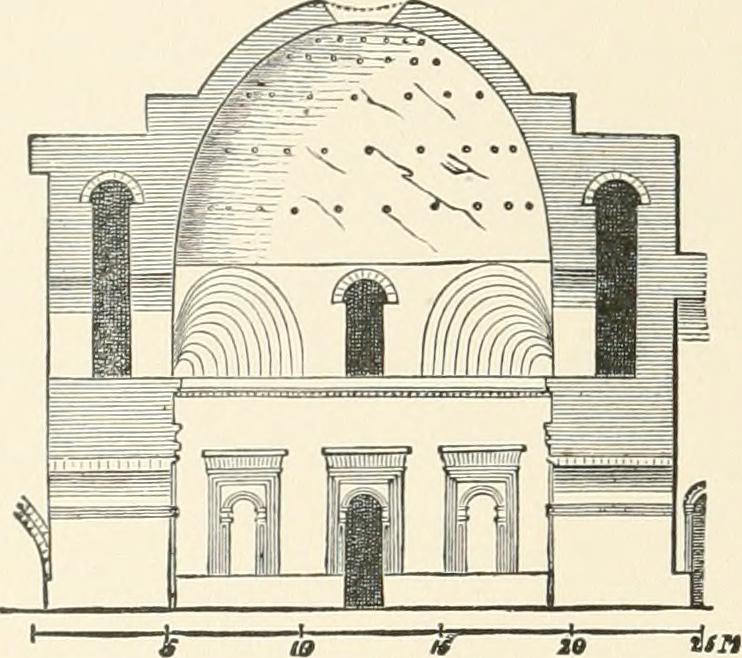
Alzado interior, Palacio de Ardashir, 1905

El palacio incluye un iwan de 18 m de altura, aunque colapsado parcialmente, en la entrada actual del palacio, varias salas abovedadas y tres salas bajo cúpula. Allí se encuentra el ejemplo más antiguo de cúpula sobre trompa aun en pie, una técnica que permite el paso del plano cuadrado en el suelo al plano circular de la cúpula. Las paredes están construidas con mampostería de manpuestos de con mortero de yeso, a veces recubierto de enfoscado y con yeserías en el interior. El estilo del diseño interior es comparable al del palacio de Tachara en Persépolis.[cita requerida]
La edificación tiene tres cúpulas, entre otras características, por lo que es un poco mayor y más magnífica que su predecesora, la cercana fortaleza de Dezh Dokhtar. Sin embargo, parece que el complejo fue diseñado para mostrar la imagen de la realeza de Ardacher I, en lugar de ser una edificación fortificada con fines defensivos. Es por eso que quizás sería mejor referirse a la edificación como a un «palacio» en lugar de una fortaleza o "castillo", a pesar de que tiene enormes paredes en los perímetros (dos veces más gruesas que las de Ghal'eh Dokhtar), y ser una edificación contenida. Por el diseño arquitectónico, parece que el palacio era más un lugar de reunión social donde los invitados serían presentados al trono imperial.
Particularmente interesante de este palacio es que su diseño arquitectónico no corresponde exactamente a los partos o incluso a los sasánidas: es un diseño único particular de los arquitectos de Fars.
El palacio fue construido junto a un pintoresco estanque alimentado por un manantial natural, tal vez en conexión con Anahita, la diosa persa del agua y del crecimiento. Se cree que el manantial regaba un jardín real, de la misma manera que Ciro II el Grande hizo construir su jardín (bustan) en Pasargadae. El estanque estaba embaldosado por los lados, rodeado de pavimento para que los invitados de la corte real pudieran disfrutar de las noches.

## En tiempos modernos

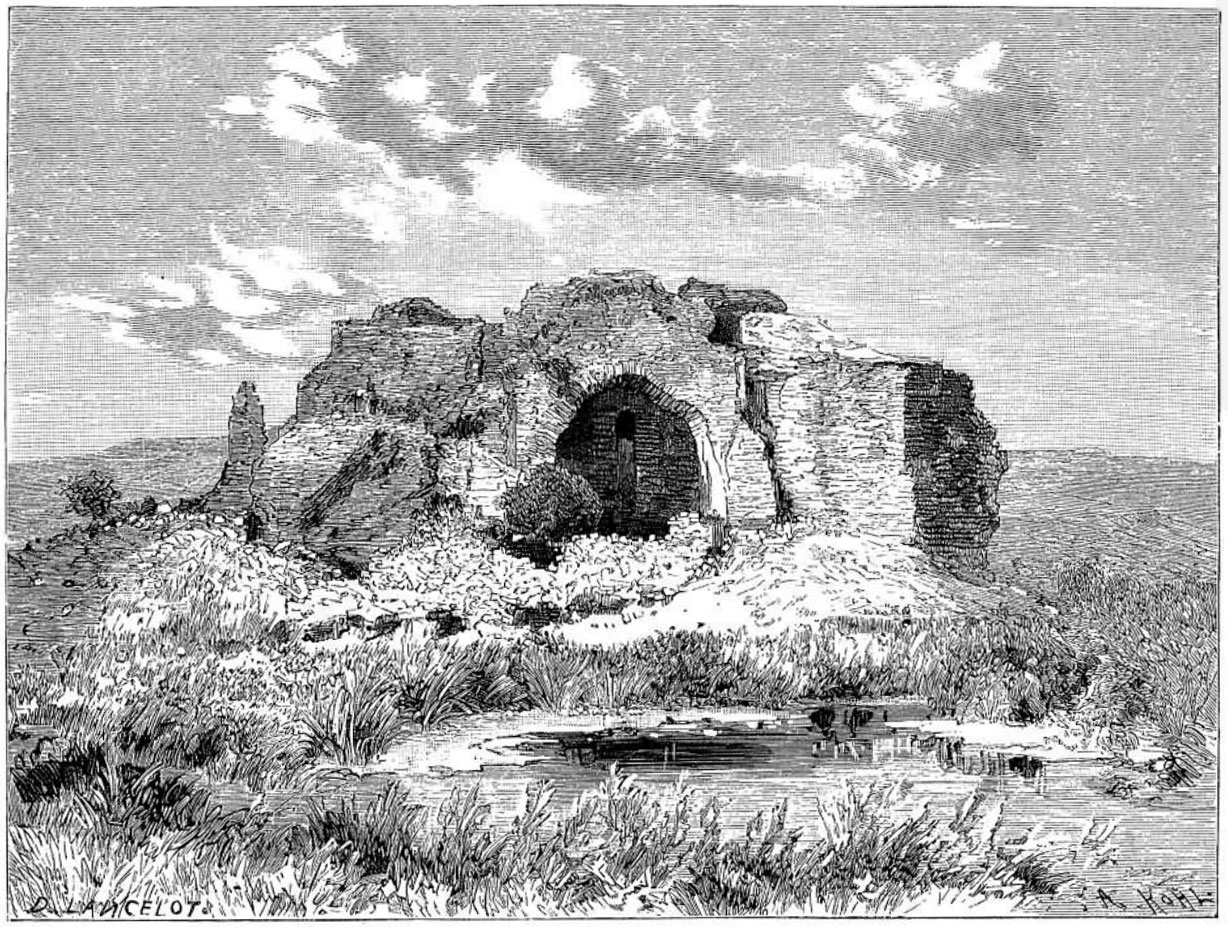
Grabado del palacio en la obra La Perse, la Chaldée et la Susiane, 1887

La arqueóloga y novelista francesa Jane Dieulafoy visitó el sitio con su esposo, Marcel-Auguste Dieulafoy, y lo describió en su obra  La Perse, la Chaldée et la Susiane 1881-1882 (1887).
El escritor y viajero inglés Robert Byron estuvo allí en febrero de 1934 y escribió sobre su visita en  The Road to Oxiana (1937).  Byron consideró que el Palacio incluía el prototipo de trompa. En su opinión, edificios como la Basílica de San Pedro y el Taj Mahal no habrían podido existir sin las trompas y las pechinas.
Irán incluyó en 1997 el palacio de Ardacher y otros sitios en Firouzabad y sus alrededores en la lista indicativa del país como posible Patrimonio de la Humanidad de la UNESCO. En 2018, fue aceptada la candidatura y el monumento forma ahora parte del sitio «Paisaje arqueológico sasánida de la región del Fars» (n.º ref. 1568-005) .

## Galería de imágenes

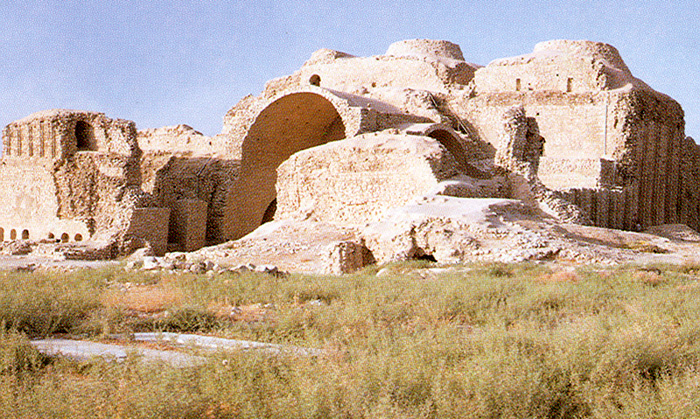
Vista desde el  norte
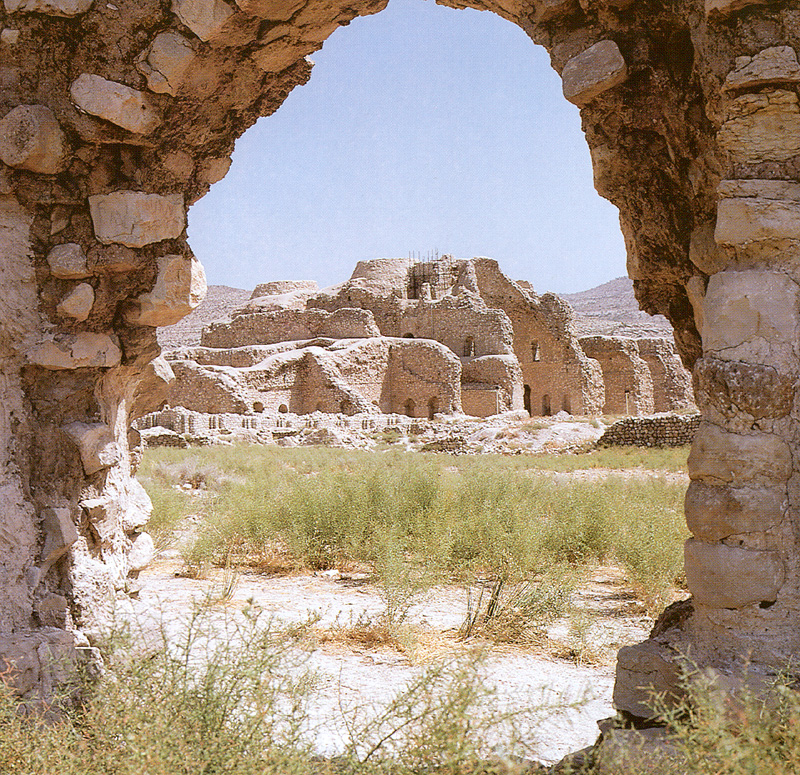
Vista desde el sur
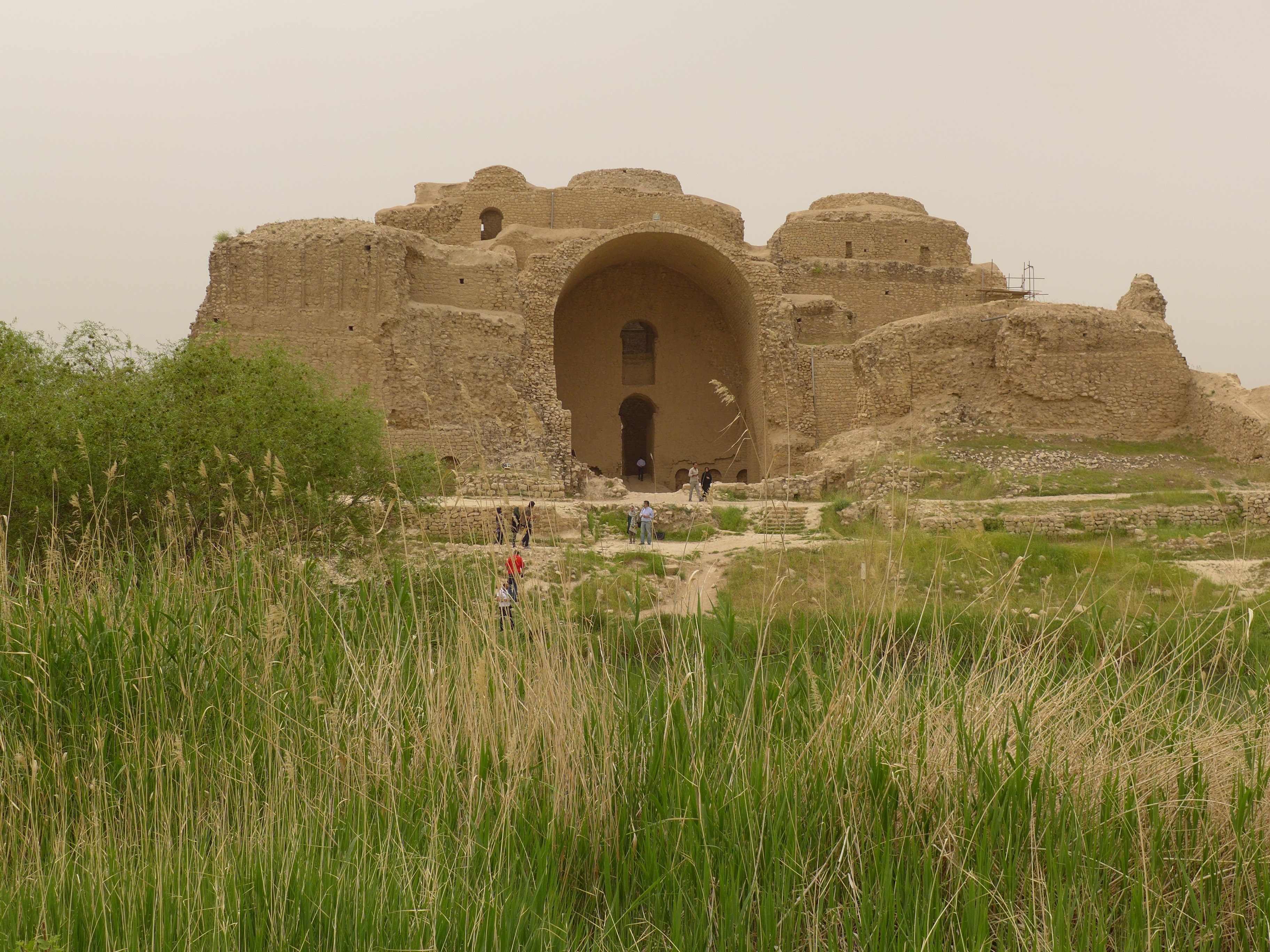
Vista desde el  este
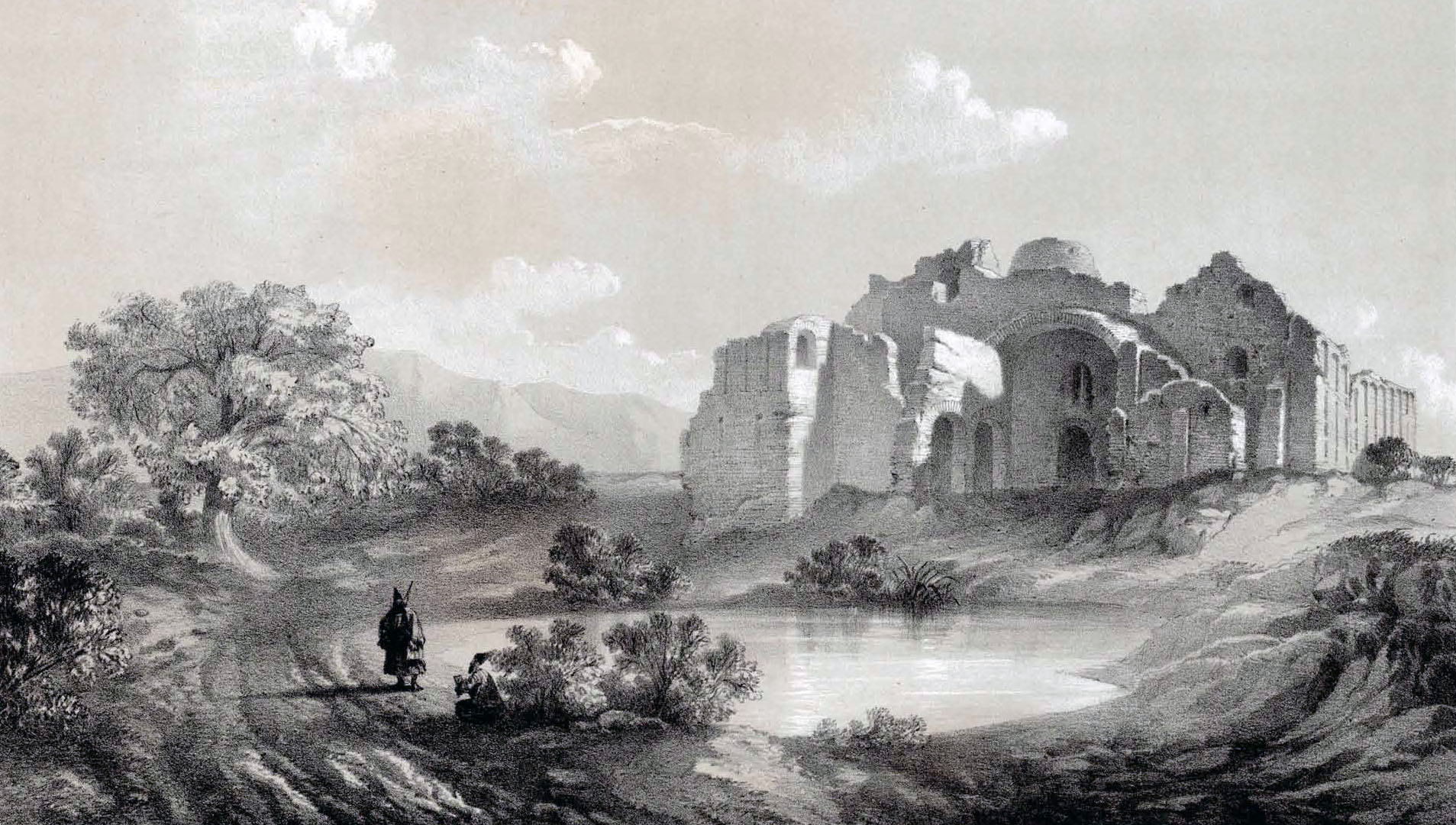
Palace of Ardashir , obra de Eugène Flandin

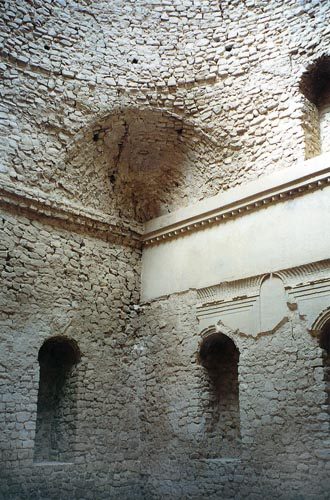
Una trompa en el interior del palacio
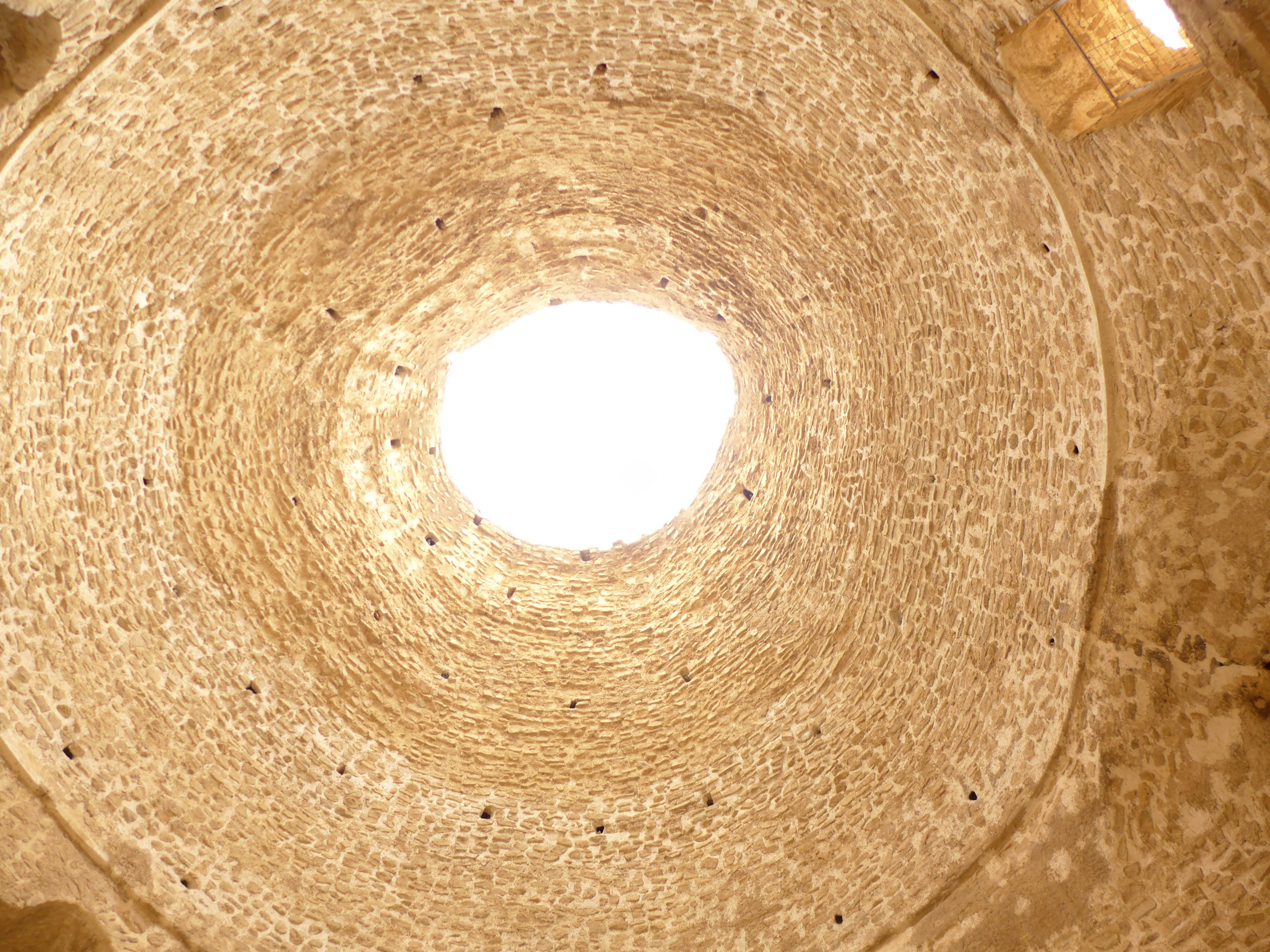
Abovedamiento
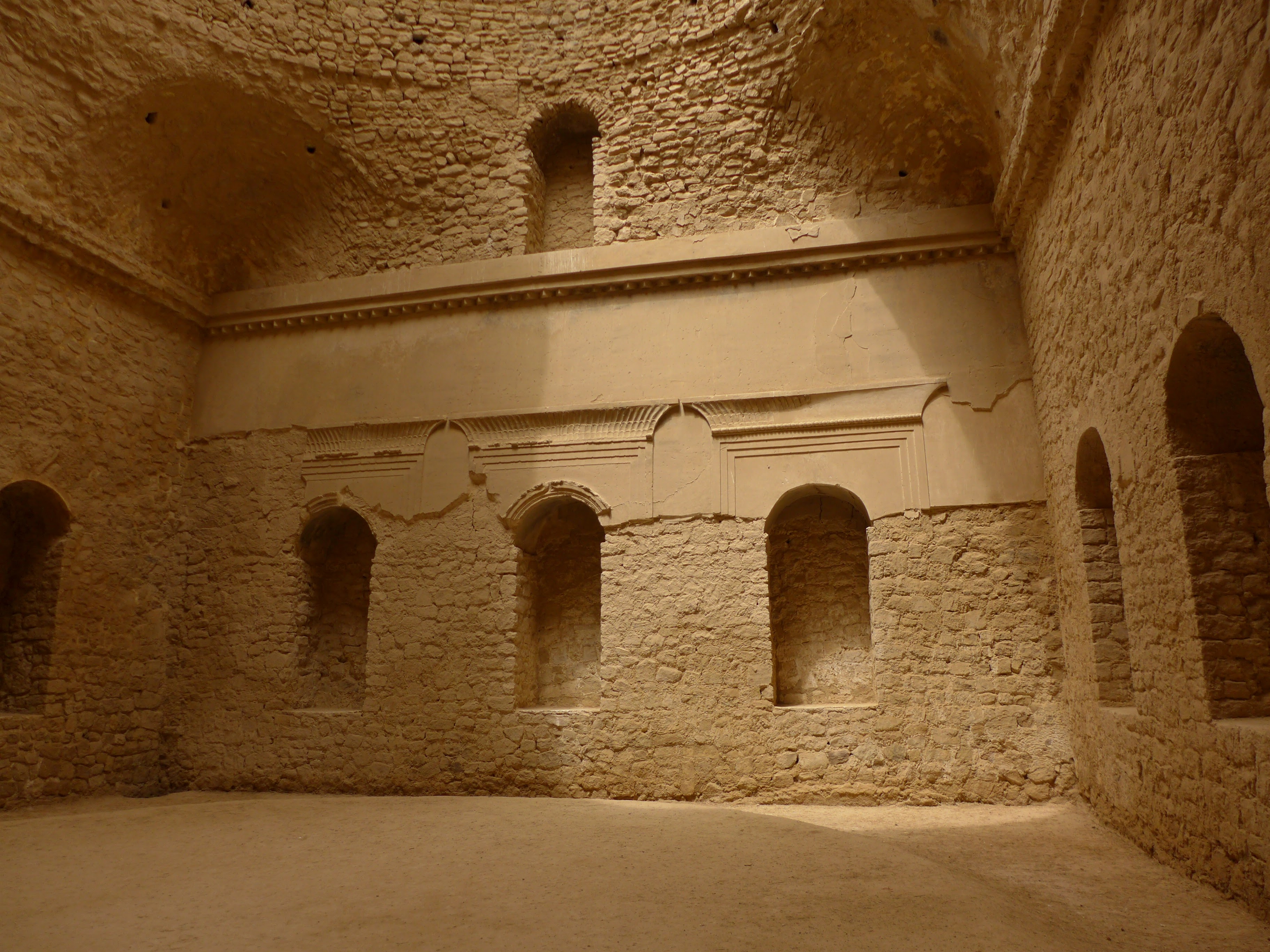
Interior de la cámara principal
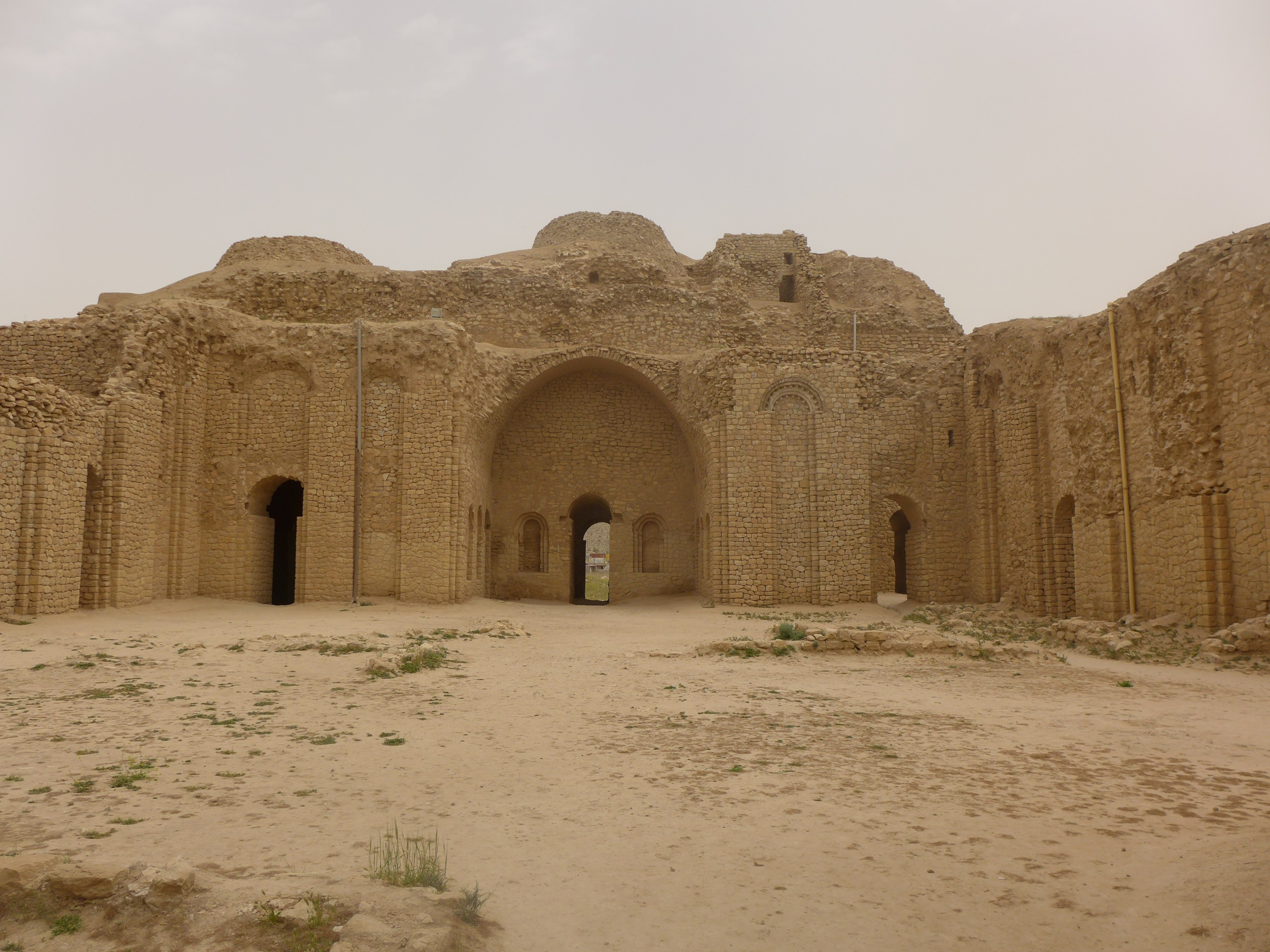
Patio principal
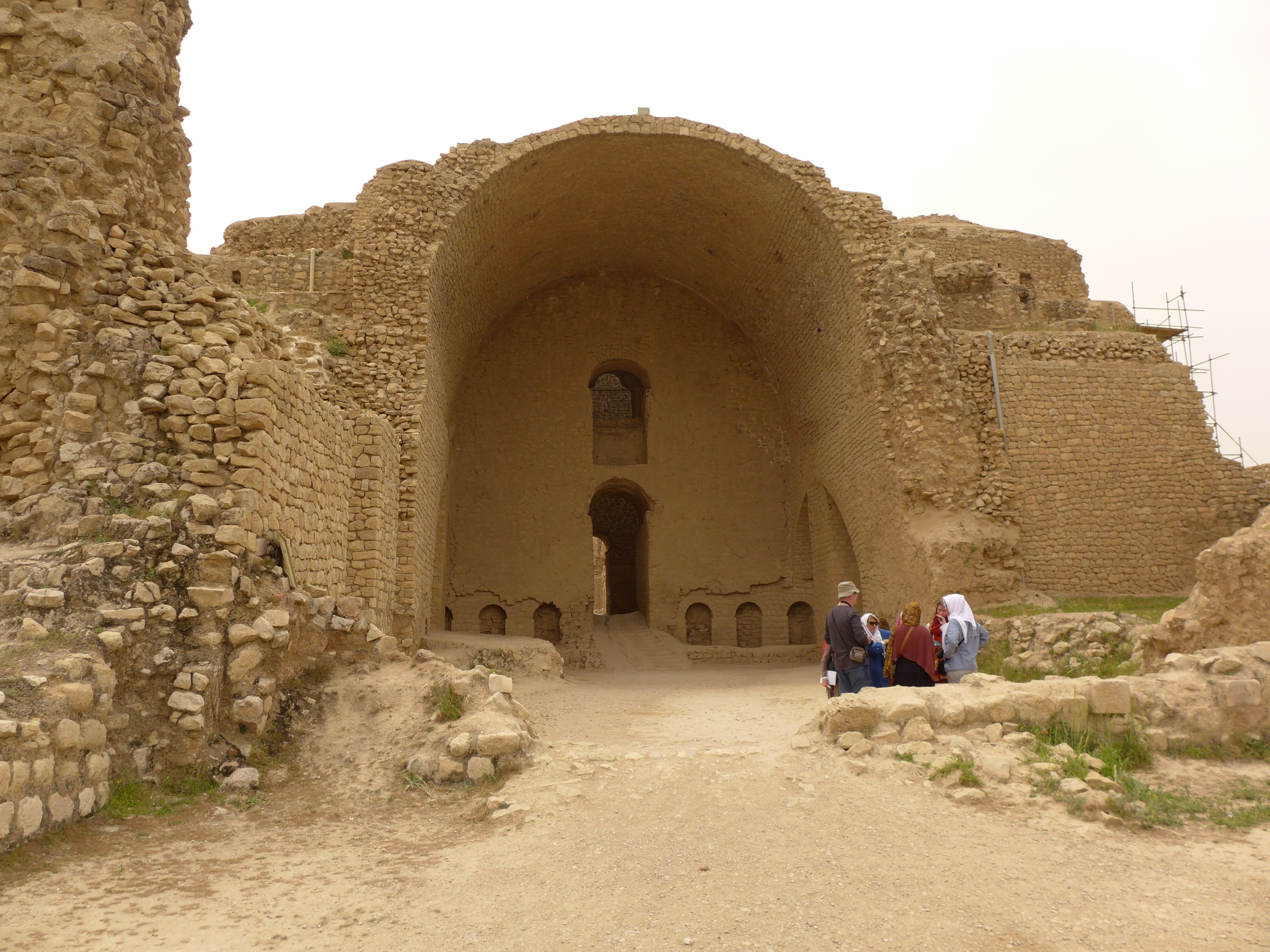
El iwan